# Моніка Геллер
Моніка Геллер (англ. Monica Geller, пізніше — Моніка Геллер-Бінг) — персонаж американського телевізійного серіалу «Друзі».

## Біографія
Має старшого брата Роса Геллера. Моніка народилася в єврейській сім'ї, про що неодноразово прямо або побічно згадується в серіалі. Моніка — молодша дитина в родині. У дитинстві вони з Росом дуже конфліктували, однак подорослішавши стали дуже близькі. Попри це їхні дитячі суперечки періодично спливають на поверхню. Батьки завжди віддавали перевагу Росу. Їхня мати, Джуді Геллер, завжди чіпляється до доньки з різних дрібниць (починаючи від зачіски, закінчуючи друзями і роботою). Рос завжди ставився Моніці у приклад, через що та дуже переймається. Моніка дуже організована, надто стурбована порядком і чистотою, любить азартні ігри і ненавидить програвати. У неї збереглися комплекси через надмірну повноту в дитинстві і через те, що батьки більше любили її брата.
В коледжі познайомилася з другом брата Чендлером Бінгом. Відносини почалися в Лондоні на весіллі її брата. Тоді Моніка була засмучена, бо один з гостей прийняв її за матір Роса, Чендлер її втішив. Поступово стосунки переросли в роман, який вони тривало від усіх приховували. Про них випадково дізнався Джої, а за ним інші друзі. У сьомому сезоні Чендлер і Моніка одружилися. А в останньому сезоні, з'ясувавши, що шанси мати власних дітей невисокі, усиновили двійнят Еріку і Джека.
На початку самостійного життя Моніка знімала квартиру з подругою Фібі Буффе, однак на початку серіалу Фібі з'їжджає, а в квартирі Моніки оселяється її шкільна подруга Рейчел Грін. Пізніше в квартиру Моніки в'їжджає Чендлер. А в останньому епізоді «Друзів» Моніка і Чендлер з'їжджають з квартири і переїздять у власний будинок.

## Робота
Моніка — шеф-кухарка. Першою її роботою був ресторан «Ірідіум», однак її звільнили звідти за те, що прийняла подарунок від постачальника продуктів, розцінений як хабар. Після цього Моніка влаштувалася в ресторан у стилі 1950-х, де була вимушена носити світлу перуку і накладні груди.
Багатий чоловік, з яким вона деякий час зустрічалася, влаштував її шеф-кухаркою у своєму ресторані. Проте після їхнього розриву Моніка була змушена залишити цю роботу і зайнятися спільним бізнесом (організація поминальних вечерь) із Фібі.
Незабаром після вона отримала посаду шеф-кухарки в ресторані «Алессандро». Спершу працівники цього закладу (більшість з яких були родичами попереднього шеф-кухаря) ненавиділи Моніку і влаштовували їй різноманітні підступи, однак згодом ситуація налагодилася (вони стали боятися, що Моніка їх звільнить).
Вона звільнилася з «Алессандро», коли Чендлер отримав нову роботу і збирався переїхати до Талси (штат Оклахома). Згодом вона стала шеф-кухаркою ресторану «Джаву».

## Цікаві факти
- Моніка схудла тому, що підслухала як Чендлер позаочі назвав її гладкою.
- Моніка — єдина з головних героїнь, яка не була вагітною.
- Моніка до 13 років не вміла визначати час за годинниковою стрілкою.
- Коронна фраза — «I KNOW!»